# Elecciones generales de Turquía de noviembre de 2015
Las elecciones generales de Turquía de noviembre de 2015 se celebraron el 1 de noviembre de 2015 en los 85 distritos electorales de Turquía para elegir a 550 miembros de la Gran Asamblea Nacional. Fue la 25ª elección general en la historia de la República de Turquía y eligió el 26º Parlamento del país. Las elecciones dieron como resultado que el Partido de la Justicia y el Desarrollo (AKP) recuperara la mayoría parlamentaria tras una victoria 'sorpresa', tras haberla perdido en las elecciones de junio de 2015.
La elección fue convocada por el presidente Recep Tayyip Erdoğan el 24 de agosto de 2015 después de que tras las elecciones de junio se diera como resultado un parlamento colgado y las negociaciones para el gobierno de coalición se rompieran. Aunque la elección, denominada como "repetición" de las elecciones de junio por el presidente Erdoğan, fue la séptima elección anticipada en la historia de la política turca, y la primera en ser supervisada por un gobierno electoral interino. Las elecciones hicieron que el 25º Parlamento de Turquía elegido en junio sea el más corto de la historia de la Gran Asamblea Nacional, duró solo cinco meses y sesiono por un total de 33 horas.
La elección tuvo lugar en medio de preocupaciones de seguridad luego de que las negociaciones de alto el fuego entre el gobierno y los rebeldes del Partido de los Trabajadores del Kurdistán (PKK) colapsaron en julio, provocando una reanudación del conflicto separatista en el sudeste predominantemente kurdo del país. Cerca de 150 miembros del personal de seguridad perdieron la vida en el conflicto resultante, causando tensiones entre nacionalistas turcos y kurdos y aumentando las preocupaciones de seguridad sobre si una elección podría haberse realizado pacíficamente en el sudeste, donde las condiciones se describieron como un "derramamiento de sangre" según los observadores. Los críticos acusaron al gobierno de provocar deliberadamente el conflicto para recuperar los votos que perdió con el Partido de Acción Nacionalista (MHP) y disminuir la participación en los bastiones del Partido Democrático de los Pueblos (HDP). La elección fue precedida por el ataque terrorista más mortífero en la historia moderna de Turquía, después de que dos atacantes suicidas mataron a 102 personas que asistían a una manifestación de paz en el centro de Ankara. Numerosos partidos políticos, especialmente el principal partido opositor, el Partido Republicano del Pueblo (CHP), terminaron cancelando por completo o atenuando significativamente sus campañas electorales después del ataque. Fehmi Demir, el líder del Partido de Derechos y Libertades (HAK-PAR), murió en un accidente de tráfico seis días antes de las elecciones.
En medio de las especulaciones de que la elección probablemente resultaría en un segundo parlamento sin mayoría, los encuestadores y los comentaristas encontraron una subestimación drástica del voto del AKP, que se parecía a su victoria electoral de 2011. Con el 49.5% de los votos y 317 escaños, el partido obtuvo una cómoda mayoría de 84, mientras que el CHP mantuvo su principal estatus de oposición con 134 escaños y el 25.4% de los votos. Los resultados fueron ampliamente vistos como una victoria 'sorpresa' para el AKP y fue aclamada como una victoria personal para el presidente Erdoğan. Tanto el MHP como el HDP vieron disminuciones en el voto, con ambos acercados peligrosamente al umbral del 10% necesario para ganar escaños. El MHP, se vio castigado por su postura perceptiblemente poco constructiva desde junio, redujo a la mitad su representación parlamentaria de 80 a 40 y ganó el 11,9% de los votos, mientras que el HDP quedó en el tercer lugar con 59 diputados a pesar de quedar cuarto en términos de votos con 10.76%. Las elecciones fueron ampliamente consideradas como libres y justas, pero fueron eclipsadas por la violencia entre el estado turco y el PKK, con la preocupación de que la victoria electoral pueda envalentonar al presidente Erdoğan a una mayor represión de la libertad de expresión.

## Antencedentes
La política turca está compuesta en gran medida por cuatro partidos principales. El más grande es el Partido de la Justicia y el Desarrollo (AKP), de derecha e islamista, que ha sido descrito como un partido demócrata conservador y ha estado en el poder desde que ganó con aplastante victoria en las elecciones de 2002. El principal partido opositor es el Partido Republicano del Pueblo (CHP) que se ha mantenido como el segundo partido más grande desde 2002, observando una ideología socialdemócrata y kemalista de centro izquierda. El Partido de Acción Nacionalista (MHP) observa una ideología nacionalista turca y ha mantenido el estatus de tercera fuerza en el Parlamento desde las elecciones de 2007. El Partido Democrático de los Pueblos (HDP) fue fundado en 2012 y se origina en el Congreso Democrático de los Pueblos de izquierda. En gran medida se lo ve como un partido pro-kurdo y mantiene una ideología por los derechos de las minorías y el anticapitalismo. Los cuatro partidos superaron el 10% en las elecciones de junio y obtuvieron representación en el Parlamento, sin que ningún partido obtuviera la mayoría para gobernar por sí solo. Los partidos más pequeños incluyen al Partido de la Felicidad (SP), el Partido Patriótico de izquierda nacionalista (VP), el centrista Partido Independiente de Turquía (BTP) y el socialdemócrata Partido de la Izquierda Democrática (DSP), aunque ninguno de los partidos logró acumular una cantidad significativa de apoyo en las elecciones anteriores.

### Elecciones de junio de 2015
Las elecciones se celebraron el 7 de junio de 2015 con el fin de elegir el 25º Parlamento de Turquía, tras la expiración del período de cuatro años del Parlamento. Con una disminución del 9% en el porcentaje de sus votos, el gobernante AKP ganó 258 de los 550 escaños, 18 escaños para que la mayoría. El CHP también sufrió una ligera disminución en su voto y en sus escaños, ganando 132. El MHP y el HDP ganaron 80 asientos, y el HDP logró superar el umbral de 10% de las elecciones a pesar de las preocupaciones de que podría caer por debajo del límite. La elección resultó en el primer parlamento sin mayoría desde las elecciones de 1999. El resultado de las elecciones generó inmediatamente especulaciones sobre una elección general anticipada.
El presidente Recep Tayyip Erdoğan invitó al líder del AKP, Ahmet Davutoğlu, a formar un gobierno el 9 de julio de 2015, en virtud de ser el líder del partido más grande del Parlamento. Si no se formaba un gobierno dentro de los 45 días (hasta el 23 de agosto de 2015), entonces Erdoğan se reservó el derecho de extender el período 45 días o llamar a una elección anticipada.

### Negociaciones para el gobierno de coalición
Después de que se le pidiera formar un gobierno en virtud de liderar el partido más grande en el Parlamento, el líder del AKP, Ahmet Davutoğlu, sostuvo conversaciones con los líderes de los tres partidos de la oposición. Con el HDP negándose a unirse a una coalición con el AKP y el MHP prefiriendo permanecer en la oposición, Davutoğlu entabló negociaciones extensas con la principal coalición opositora por un posible acuerdo de gran coalición. Después de 35 horas de negociaciones que duraron más de 10 días, las negociaciones fracasaron luego de que el líder de CHP Kemal Kılıçdaroğlu afirmara que Davutoğlu solo había ofrecido al CHP un rol en un gobierno de tres meses seguido de elecciones anticipadas. El CHP había establecido previamente que cualquier acuerdo de coalición debería durar cuatro años, es decir todo el período parlamentario.
Afirmando que las elecciones anticipadas eran la posibilidad más probable, Davutoğlu solicitó una reunión con el líder del MHP, Devlet Bahçeli, en un último intento por formar una coalición AKP-MHP. Bahçeli había anunciado previamente su apoyo a unas elecciones anticipadas, pero luego presentó cuatro condiciones no negociables para una posible coalición luego de un estallido de violencia en la región predominantemente kurda del sudeste de Turquía. La reunión entre el AKP y el MHP terminó sin acuerdo, después de lo cual Davutoğlu devolvió el mandato para formar un gobierno de regreso al Presidente el 18 de agosto. En lo que el CHP calificó como un "golpe civil", Erdoğan se negó a invitar a Kılıçdaroğlu a formar un gobierno como exige la Constitución, a pesar de que aún quedaban cinco días para que finalizara el período de 45 días. En cambio, Erdoğan anunció su intención de convocar elecciones anticipadas el 21 de agosto, anunciando su decisión el 24 de agosto.

## Sistema electoral

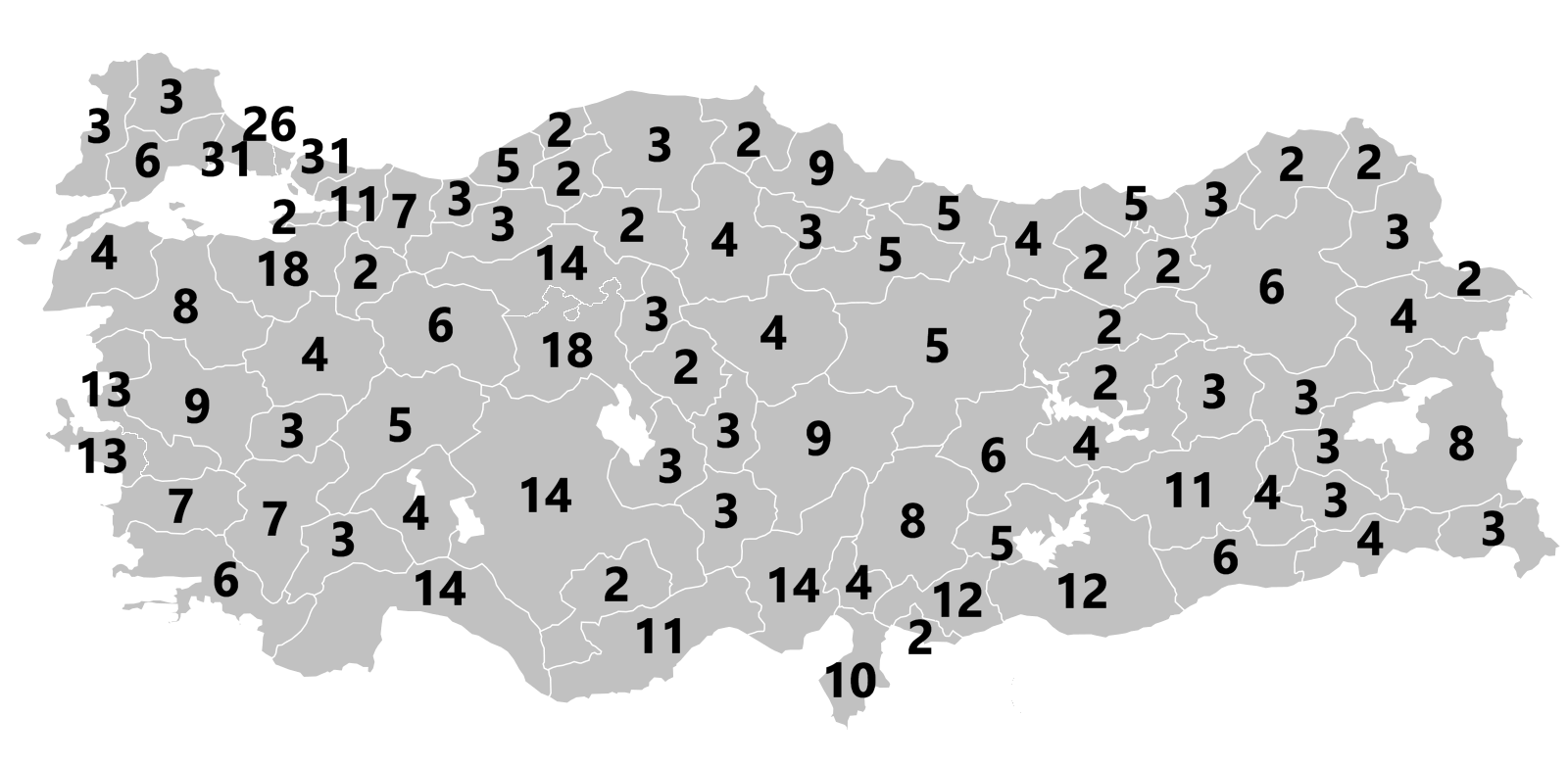
El número de diputados elegidos por distrito electoral en las elecciones generales turcas de 2015

Turquía elige a 550 miembros del Parlamento para la Gran Asamblea Nacional utilizando el método D'Hondt, un sistema de representación proporcional de la lista del partido. Para obtener diputados al parlamento, un partido debe superar el umbral del 10%. Los partidos que no ganan más del 10% de los votos en todo el país tienen sus votos reasignados al partido que ocupa el primer lugar en cada distrito electoral, en la mayoría de los casos produciendo un gran bono de ganadores para el partido que ocupa el primer lugar en general. El umbral no se aplica a candidatos independientes.
Desde las elecciones presidenciales de 2014, a los expatriados turcos se les ha otorgado el derecho a votar en las elecciones en el extranjero. El total de votos ganados por cada partido en el extranjero, así como sus votos emitidos en las puertas de aduanas, se asignan proporcionalmente a los resultados en cada distrito electoral de acuerdo con el número de diputados que regresan. Por ejemplo, Konya elige 14 diputados, que es el 2,55% del total elegido (550). Por lo tanto, el 2,55% de todos los votos en el extranjero se asignarán a los resultados de Konya, sobre la base del porcentaje de votos en el extranjero de las partes.

### Distritos electorales
Turquía está dividida en 85 distritos electorales, que eligen un cierto número de Miembros para la Gran Asamblea Nacional de Turquía. La Asamblea tiene un total de 550 escaños, que cada distrito electoral asignó a un cierto número de diputados en proporción a su población. El Consejo Supremo Electoral de Turquía lleva a cabo revisiones de la población de cada distrito antes de las elecciones y puede aumentar o disminuir el número de escaños de un distrito de acuerdo con su electorado.
En todos los casos menos tres, los distritos electorales comparten el mismo nombre y las mismas fronteras que las 81 provincias de Turquía, a excepción de Esmirna, Estambul y Ankara. Las provincias que eligen entre 19 y 36 diputados se dividen en dos distritos electorales, mientras que las provincias que eligen más de 36 diputados se dividen en tres. Como las provincias más pobladas del país, İzmir y Ankara se dividen en dos subdistritos, mientras que Estambul se divide en tres.

## Resultados
Los resultados fueron ampliamente conocidos como una victoria 'sorpresa' para el AKP, que desafió a todas las encuestas al obtener una cómoda mayoría parlamentaria con 316 escaños en el Parlamento. La elección fue descrita como una gran victoria personal para el presidente Recep Tayyip Erdoğan, quien fue visto como "castigado" por el electorado en las elecciones de junio. La mayoría de las encuestas mostraron que el AKP estaba rondando entre el 38% y el 43%, y solo unas pocas encuestas muestran que el partido se dirige a una estrecha mayoría parlamentaria. Con una ganancia del 49.4%, el desempeño del partido se asemejó al resultado de las elecciones generales de 2011 del 49.8%, aunque también rompió el récord de ganar la mayor cantidad de votos en cualquier elección turca al ganar más de 23 millones de votos. Las elecciones también fueron una sorpresa para el MHP y el HDP, que se esperaba ampliamente que salvaguardasen sus porcentajes de votos y se mantuvieran holgadamente por encima del umbral del 10%. El MHP, habiendo obtenido un 16.29% en las elecciones de junio, sufrió una disminución de 4 puntos porcentuales y ganó poco menos del 12% de los votos, mientras que el HDP parecía haber caído por debajo del umbral en algunos puntos durante el conteo de las elecciones. Sin embargo, el HDP ganó 59 escaños con el 10.7% de los votos, quedando cuarto en términos de votos pero tercero en términos de escaños, mientras que el MHP perdió casi la mitad de su representación parlamentaria y ganó solo 40 escaños. El CHP, que se esperaba que ganara entre el 27% y el 28% de los votos de acuerdo con muchos encuestadores, no alcanzó las expectativas a pesar de haber mejorado ligeramente en su resultado de junio de 2015, al ganar 134 escaños con el 25,4% de los votos.
La gran derrota del MHP se atribuyó a la postura del partido desde las elecciones de junio de 2015. El líder del MHP, Devlet Bahçeli, había sido duramente criticado por rechazar todos los posibles escenarios de coalición y rechazar cualquier oportunidad para llevar a su partido al gobierno, con los medios refiriéndose a la posición de Bahçeli diciendo 'no a todo'. También fue criticado por basar la política de su partido en hacer exactamente lo contrario del HDP, por ejemplo, durante las elecciones de junio de 2015. El distanciamiento de algunos de los políticos más populares del MHP como Sinan Oğan y Meral Akşener de las listas de candidatos del partido también causó controversia. Los comentaristas de los medios afirmaron que la peligrosa disminución de la cuota de voto del HDP se debió a los votantes que castigaban al Partido de los Trabajadores del Kurdistán (PKK), con el cual se acusa al HDP de tener vínculos informales.
|  | 49.50 % |

|  | 25.32 % |

|  | 11.90 % |

|  | 10.76 % |

|  | 2.41 % |

|  | 0.11 % |

|  | 98.56 % |

|  | 1.44 % |

|  | 100.00 % |

|  | 85.18 % |